# Smižany
Smižany (Hongaars: Szepessümeg) is een Slowaakse gemeente in de regio Košice, en maakt deel uit van het district Spišská Nová Ves.
Smižany telt 8.791 inwoners.